# Calvaire de Lanrivoaré
Le calvaire  est un édifice situé à Lanrivoaré en France.

## Localisation
Le calvaire est situé sur le territoire de la commune de Lanrivoaré, dans le département du Finistère en région Bretagne.

## Historique
Le calvaire est inscrit au titre des monuments historiques par arrêté du 11 octobre 1930.